# Manresa
Manresa (katalanskt uttal: [mənˈrɛzə]) är en stad och kommun i provinsen Barcelona i den autonoma regionen Katalonien i nordöstra Spanien. Staden ligger cirka 48 kilometer nordväst om Barcelona. Kommunen har 80 201 invånare (2024), på en yta av 41,63 km².

## Historia
Bebyggelsen i den centrala delen av staden är uppbyggd utifrån stadens stora, högt belägna basilika Santa Maria de Manresa (ofta kallad La Seu). Kyrkan nämndes vid namn redan år 890, men dagens byggnad är ett resultat av en mängd senare ombyggnader.

## Geografi
Staden är belägen på Bages-slätten (Pla de Bages), vid mötet mellan Llobregat och dess biflod Cardener. Manresa är Bages-slättens dominerade tätort och genom sitt läge nära Kataloniens geografiska centrum med goda kommunikationer åt olika håll. Förbi Manresa löper flera större trafikleder, vilka förbinder Lleida i väster med Girona i öster och Barcelona i söder med franska gränsen i norr. Bland annat passerar Europaväg 9 Manresa.
Manresa ligger på cirka 238 m ö.h., med omgivande bergsformationer som når upp till cirka 400–500 meters höjd över havet (inklusive Montserrat i söder).

### Klimat
Ortens läge gör att klimatet är ett mellanting mellan medelhavsklimatet vid kusten och inlandsklimatet närmare Pyrenéerna. Sommaren är het och varar cirka fyra månader. Vintern är kylig, ofta med temperaturer under 10 °C, och varar från mitten av november till mitten av mars. Den genomsnittliga årsnederbörden under perioden 1931–69 låg på 619 mm, och regnet faller främst under  vår (maj) och höst (september och oktober). Årsnederbörden för senare årtionden har dock sjunkit till 547 mm.

## Ekonomi
Staden och regionen var tidigare känd för sin omfattande vinodling, främst i terrasser. Områdets vinodlingar har minskat betydligt, framför allt genom vinlusens härjningar. Bland dagens verksamheter på orten märks textilindustri, metallurgi och glastillverkning.
Manresa marknadsför sig som "Cor de Catalunya" ('Kataloniens hjärta'), baserat på ortens centrala läge.

## Bildgalleri

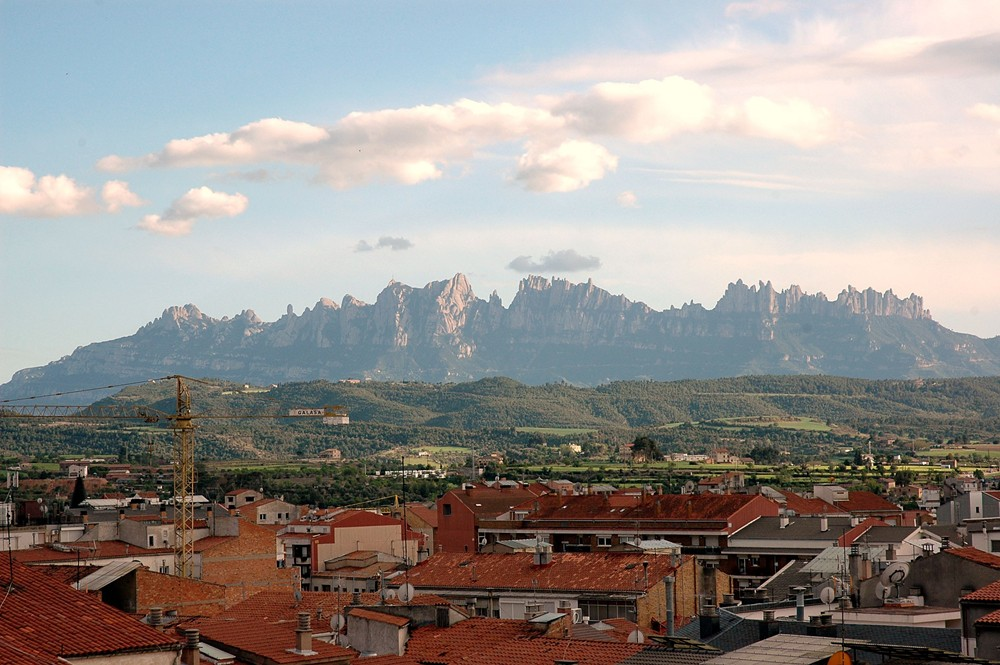
Manresa ligger strax norr om Montserrat.
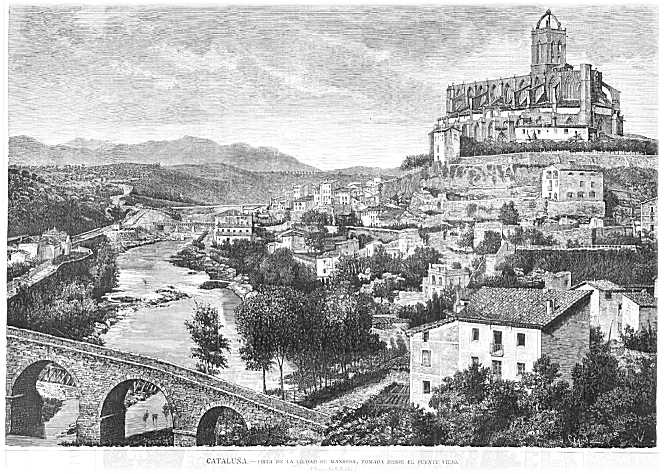
Vy från 1881 över Manresa och floden Llobregat.
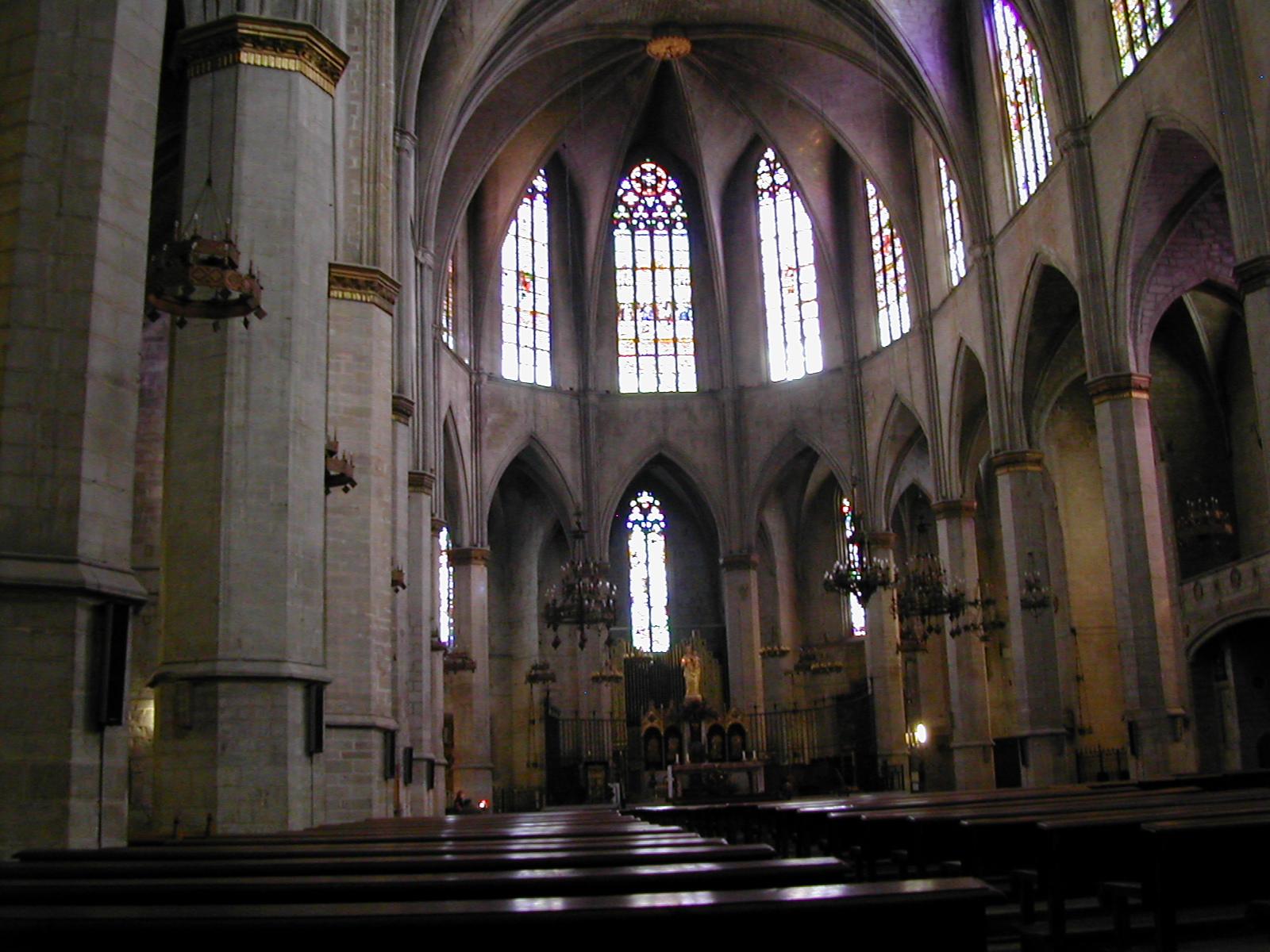
Koret i basilikan Santa Maria de Manresa, även känd som La Seu.